# Passer cordofanicus
Passer cordofanicus е вид птица от семейство Врабчови (Passeridae).

## Разпространение
Видът е разпространен в Судан и Чад.